# Rodolfo Moya
Rodolfo Moya, mit vollständigem Namen Rodolfo Antonio Moya Spuler, (* 27. Juli 1979 in Concón) ist ein ehemaliger chilenischer Fußballspieler. Der Stürmer gewann mit dem CSD Colo-Colo zwei Meisterschaften und absolvierte sechs Länderspiele für die chilenische Fußballnationalmannschaft.

## Karriere

### Verein
Rodolfo Moya debütierte 1994 als 15-Jähriger bei Everton beim 2:0-Erfolg gegen Unión Española. Nach vier Jahren bei dem Klub wechselte er zu Universidad Católica und 2001 zu Austria Wien, für das er nur fünf Ligaspiele absolvierte. 2003 kehrte Moya nach Chile zurück und spielte ein Jahr für Universidad de Chile. Danach ging der Offensivspieler zum CD Huachipato und 2006 zu Deportes La Serena. 
In der Apertura 2007 spielte Moya beim Audax Italiano eine gute Spielzeit und wurde Mitte 2007 zusammen mit den Teamkollegen Jorge Carrasco und Roberto Cereceda von Rekordmeister CSD Colo-Colo verpflichtet. Mit den Albos gewann Moya jeweils die Clausura 2007 und 2008. In der Copa Libertadores 2008 scheiterte Colo-Colo in der Gruppenphase um ein Tor gegenüber den Boca Juniors. Zur Clausura 2009 ging Moya auf Leihbasis zu seinem Jugendklub Everton, nachdem er von Trainer Hugo Tocalli nicht mehr regelmäßig eingesetzt wurde, und 2010 zum CD Palestino. 2011 beendete Rodolfo Moya seine Karriere im Trikot von Deportes La Serena.

### Nationalmannschaft
Rodolfo Moya debütierte in der chilenischen Nationalmannschaft unter Nelson Acosta beim Freundschaftsspiel gegen Litauen im April 1998, das als Vorbereitung auf die Weltmeisterschaft 1998 diente. Nach zwei weiteren Freundschaftsspielen im Jahr 1999 wurde er über acht Jahre nicht für Chile eingesetzt. Erst 2007 absolvierte Moya weitere Länderspiele. Sein letztes Länderspiel absolvierte er in der Qualifikation zur Weltmeisterschaft 2010 gegen Uruguay, als er in der 72. Spielminute für Humberto Suazo eingewechselt wurde. In vier seiner insgesamt sechs Länderspiele kam Moya als Einwechselspieler in die Partie.

## Nach der Karriere
2016 wurde Rodolfo Moya in den Stadtrat seiner Heimat Concón gewählt. Dort musste er 2019 aufgrund eines Verfahrens wegen sexueller Belästigung zurücktreten.

## Erfolge
Colo-Colo
- Chilenischer Meister: 2007-C, 2008-C